# Wachthuis van de Akense stadsmuren
Een wachthuis van de Akense stadsmuren was een wachthuis die aan de binnenzijde van de buitenste stadsmuren van de Duitse stad Aken gebouwd waren. Van het bestaan van wachthuizen bij de binnenste stadsmuren (gebouwd vanaf 1172) is niets bekend. Van de wachthuizen van de buitenste stadsmuren (gebouwd vanaf 1300) zijn enkele wachthuizen met eigennaam bekend en andere worden naar de nabijgelegen stadspoort vernoemd. Geen van de wachthuizen van de Akense stadsmuren bestaat tegenwoordig nog.

## Algemeen
De meeste wachthuizen waren direct tegen de stadsmuur aan gebouwd. Ze hadden in de regel een lessenaarsdak die de hoogte van de muur niet oversteeg en van de muur schuin afliep.
De wachthuizen dienden als uitvalsbasis voor de wachtlieden van de stadspoorten en de torens en voor het opslaan van wapens en munitie.
Bij de wachthuizen die niet direct bij een stadspoort gelegen waren, bevonden zich aan de buitenzijde van de stadsmuur voor de verdediging van muurdelen tussen torens en poorten weererkers, die via een korte door de muur voerende gang direct uit het wachthuis toegankelijk waren.

## De individuele wachthuizen

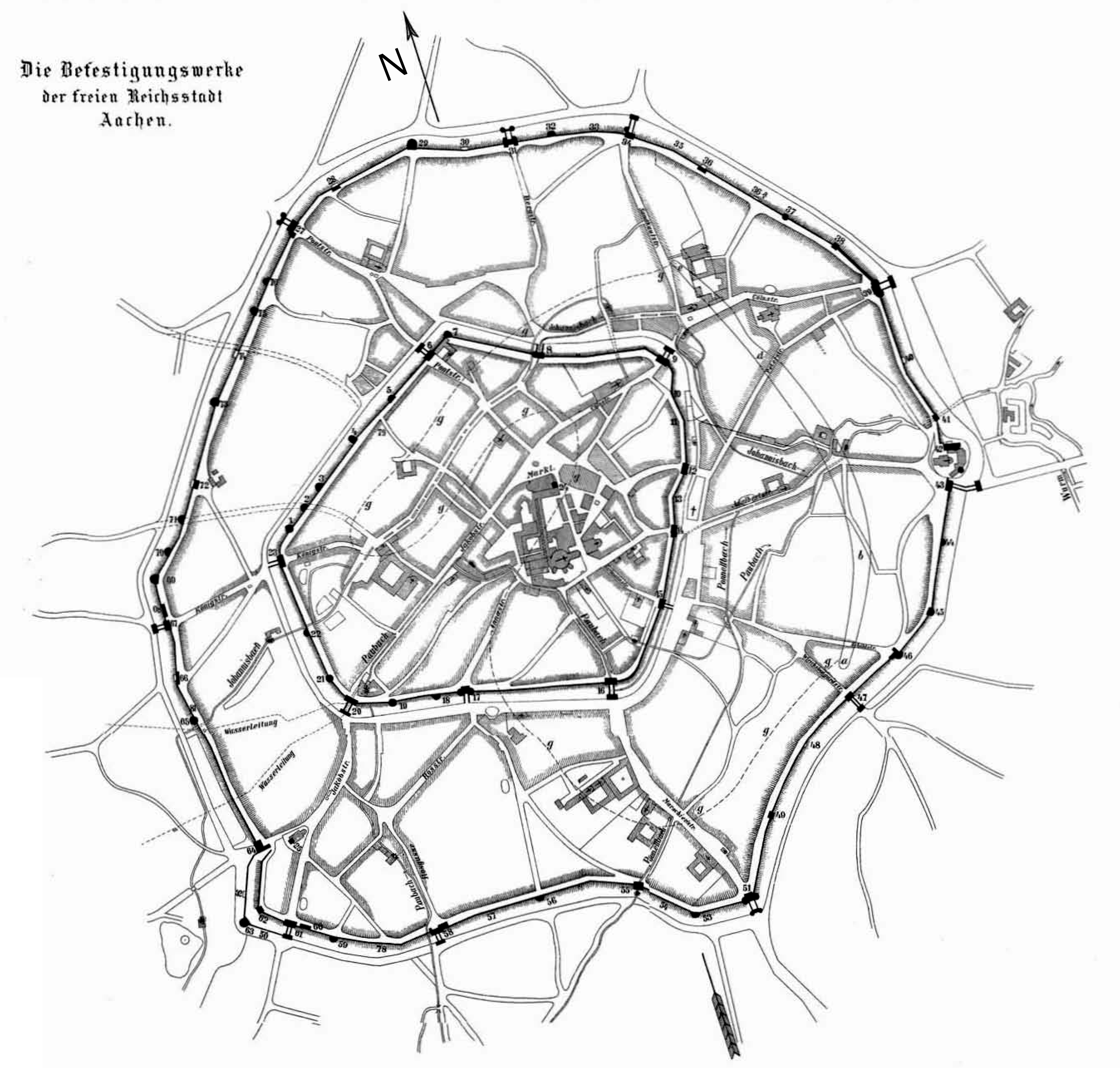
Carl Rhoen: Kaart van Aken met de twee ringen van de stadsmuur, 1894. De kaart toont ook de locatie van de wachthuizen.

De nummers hieronder corresponderen met het nummer op de kaart hier rechts.

### Wachthuis bij de Jakobstor (60)
50° 46′ 9″ NB, 6° 4′ 29″ OL
Het wachthuis bij de Jakobstor lag naast de Jakobstor in de richting van de Lavenstein (zuidoosten). Het gebouw had een lengte van 16,1 meter en een diepte van 5,8 meter. De muren liepen tot de kroon van de stadsmuren en het dak reikt eroverheen.

### Wachthuis bij de Königstor (68)
50° 46′ 31″ NB, 6° 4′ 23″ OL
Het wachthuis bij de Königstor lag naast de Königstor in de richting van de Langer Turm (noorden). Het was een van de grootste wachthuizen van de stad.

### Wachthuis bij de Rostor (57)
50° 46′ 7″ NB, 6° 4′ 43″ OL
Het wachthuis bij de Rostor lag direct naast de Rostor in de richting van de Karlsturm (oosten). Het gebouw had een lengte van 11,6 meter en een diepte van 6,7 meter. Het had twee verdiepingen en reikte over de stadsmuur heen. De hier ondergebrachte manschappen dienden zowel de Rostor te bemannen, als ook de op tien meter afstand gelegen doorgang van de beek de Pau de stad in te bewaken. Na de sloop van de Rostor aan het begin van de 19e eeuw diende het wachthuis als woning voor de in de stad tewerkgestelden.

### Wachthuis bij de Wandlaus (66)
50° 46′ 27″ NB, 6° 4′ 21″ OL
Het wachthuis bij de Wandlaus lag bij de erker van de Akense stadsmuren die Wandlaus genoemd werd, en gelegen was tussen de Pfaffenturm (in het zuiden) en de Königstor (in het noorden). De naam van de weererker en het wachthuis ontleenden ze aan de daar eindigende Lausgasse.

### Wachthuis op de Adalbertsstift (42)
50° 46′ 31″ NB, 6° 5′ 43″ OL
Het wachthuis op de Adalbertsstift lag tussen de Wasserturm (in het noorden) en de Adalbertstor (in het zuiden) op dezelfde rotsformatie Adalbertsfelsen als waarop de Adalbertsstift gelegen was.

### Wachthuis Krahborn (72)
50° 46′ 38″ NB, 6° 4′ 26″ OL
Het wachthuis Krahborn lag tussen de Beguinenturm (in het zuidwesten) en de Gregoriusturm (in het noordoosten). Hij was vernoemd naar de nabijgelegen boerderij Krahborn.

### Wachthuis Posthäuschen (28)
50° 46′ 56″ NB, 6° 4′ 47″ OL
Het wachthuis Posthäuschen lag tussen de Ponttor (in het westen) en de Marienturm (in het oosten).

### Wachthuis Schaafjanshäuschen (36)
50° 46′ 49″ NB, 6° 5′ 26″ OL
Het wachthuis Schaafjanshäuschen lag tussen de Sandkaultor (in het noordwesten) en de Heinzenturm (in het zuidoosten).